# Alejandro Hisis
Alejandro Manuel Hisis Araya (Valparaíso, 16 febbraio 1962) è un ex calciatore cileno, di ruolo centrocampista.

## Carriera

### Club
Ha giocato nella massima serie del campionato cileno, greco e messicano.

### Nazionale
Con la nazionale cilena ha giocato 41 partite prendendo parte alla Copa América 1983, ai Giochi Olimpici del 1984 e alla Copa América 1989.

## Palmarès

### Club

#### Competizioni nazionali
- Campionato cileno: 2

Colo-Colo: 1981, 1983
- Copa Chile: 3

Colo-Colo: 1981, 1982, 1985
- Coppa del Messico: 1

Monterrey: 1991-1992

#### Competizioni internazionali
- Coppa Interamericana: 1

Colo-Colo: 1991
- Recopa Sudamericana: 1

Colo-Colo: 1992